# 니틴 가나트라

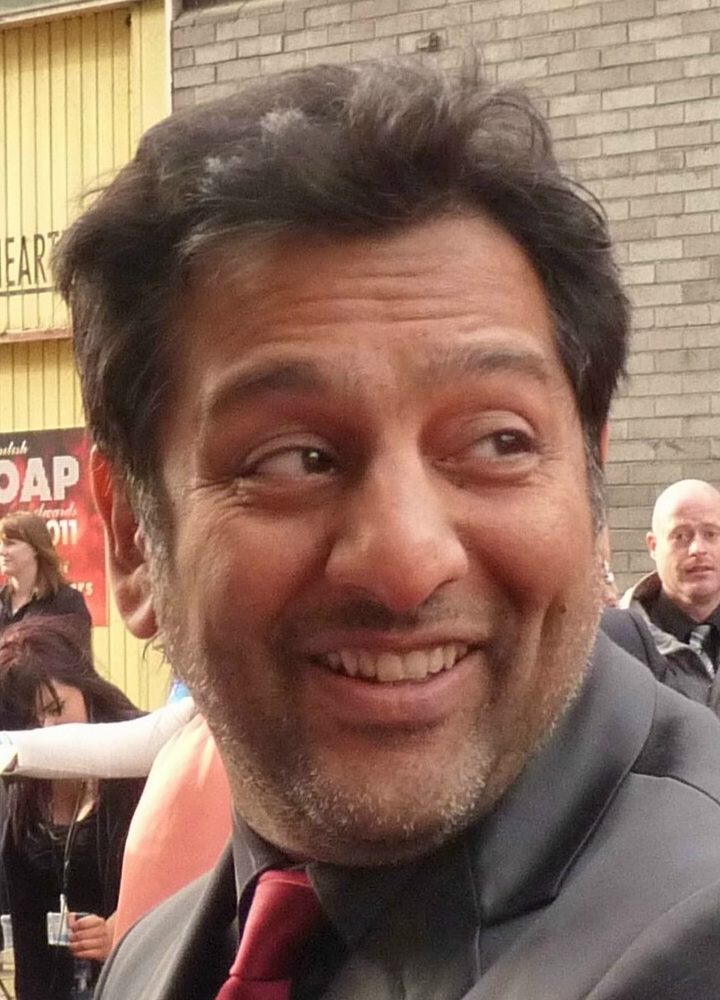

니틴 가나트라(Nitin Ganatra, OBE, 1967년 6월 30일 ~ )는 영국의 배우, 텔레비전 배우이다.
케냐에서 태어났다.

## 영화
- 쉬프티 (2008년)
- 헌팅 파티 (2007년)
- 선 오브 드래곤 (2006년)
- 컬러 미 큐브릭 (2005년)
- 러브 인 샌프란시스코 (2005년)
- 찰리와 초콜릿 공장 (2005년)
- 신부와 편견 (2004년)
- 퓨어 (2002년) - 아부 역
- 인페르노 (2001년)
- 홀비시티 시즌1 (1999년)
- 비밀과 거짓말 (1996년) - 잠재적인 남편 역
- 유령과의 사랑 (1991년)
- 이스트엔더스 (1985년)
- 더 빌 (1984년)